# Buchholz (Nachrodt-Wiblingwerde)
Buchholz ist ein Ortsteil der Gemeinde Nachrodt-Wiblingwerde im Märkischen Kreis im Regierungsbezirk Arnsberg in Nordrhein-Westfalen (Deutschland).

## Lage und Beschreibung
Der Wohnplatz befindet sich östlich des Höhendorfs Wiblingwerde zwischen dem Kreinberger Bach, einem Zufluss der Lenne, und dessen Zufluss Hallenscheider Bach. 
Nachbarorte sind neben Wiblingwerde die Ortslagen und Wohnplätze Eilerde, Brantenhahn, Höchsten, Helbecke, Opperhusen, Stübbecken, Hallenscheid, Eickhoff und Kreinberg.

## Geschichte
Buchholz entstand erst in der zweiten Hälfte des 19. Jahrhunderts. Der Ort ist ab der Preußischen Neuaufnahme von 1892 auf Messtischblättern der TK25 durchgehend als Buchholz verzeichnet.
Das Gemeindelexikon für die Provinz Westfalen gibt 1895 für Buchholz eine Zahl von zwei Einwohnern an, die in einem Wohnhaus lebten.
Am 1. April 1907 wurden die Gemeinden Wiblingwerde und Kelleramt zu der Gemeinde Nachrodt-Wiblingwerde vereint, wodurch Buchholz zum heutigen Gemeindegebiet kam.